# Nils Bolander

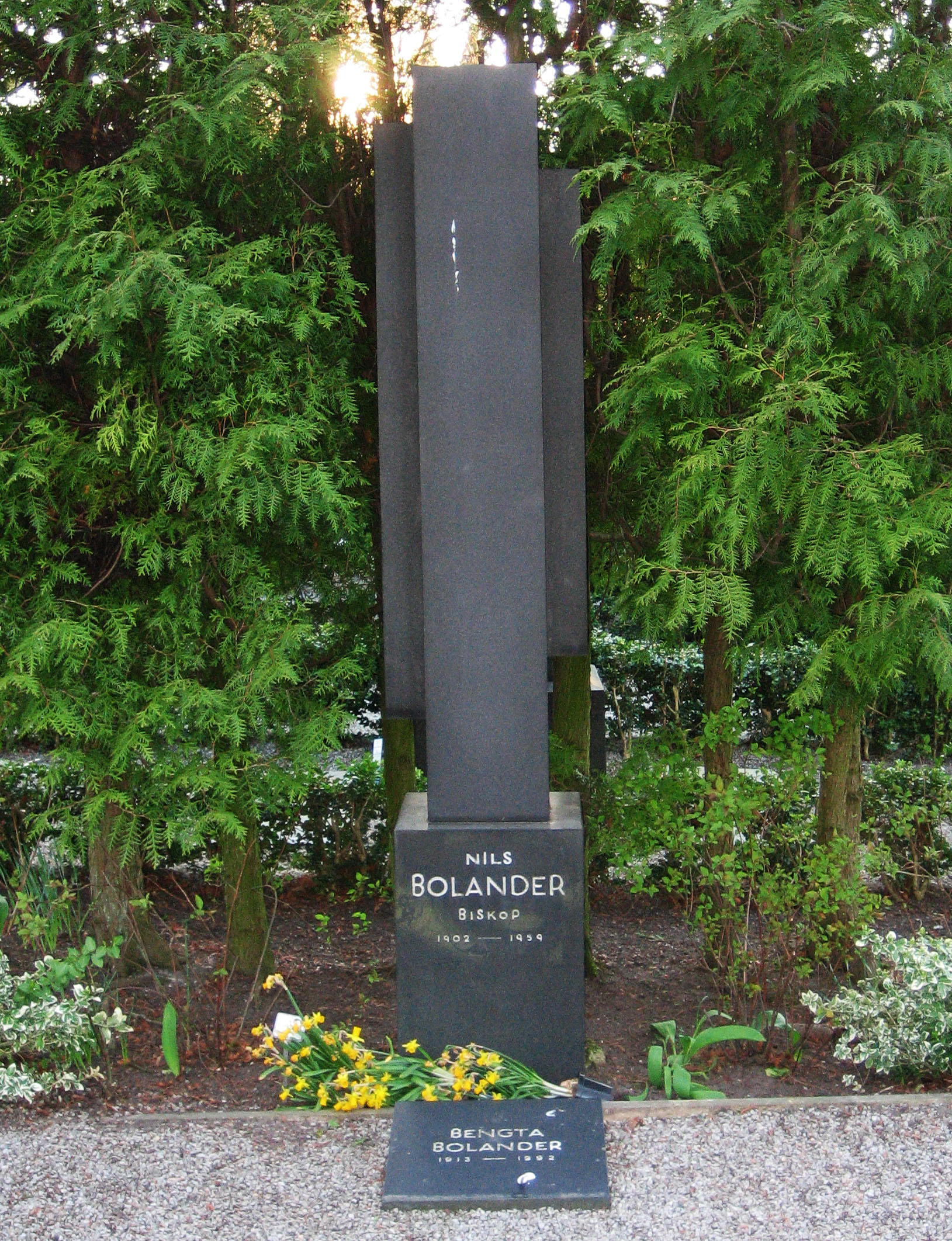
Nils Bolanders gravsten på Norra kyrkogården i Lund

Nils Fredrik Bolander, född 18 juli 1902 i Västerås, död 7 december 1959 i Lund, var en präst inom Svenska kyrkan, känd  som diktare och predikant samt under sina två sista levnadsår biskop i Lunds stift.

## Biografi
Bolander blev teologie kandidat 1925 och prästvigdes samma år. Han blev teologie licentiat 1929 samt teologie hedersdoktor vid Lunds universitet 1956.
Han var 1930–1933 kyrkoadjunkt i Stora Tuna församling och därefter komminister i Hedemora stadsförsamling 1934–1940. Han flyttade därefter till Engelbrekts församling i Stockholm, först som komminister  och sedan från 1947 som kyrkoherde.
År 1950 blev han domprost i Lund, och 1958 utnämndes han till biskop i Lunds stift, en tjänst han innehade fram till sin död 1959. Nils Bolander utnämndes 1947 till extraordinarie hovpredikant.
Bolander var i sin samtid främst känd som predikant med ett poetiskt bildspråk. Genom gudstjänster och andakter i radio blev han känd i hela Sverige, och predikade ofta för fulla kyrkor. Till innehållet var hans förkunnelse klassiskt luthersk med en viss påverkan från pietismen och också från Oxfordgrupprörelsen.
Bolander var även poet, hymnolog och medlem i Hedemoraparnassen.

### Familj
Nils Bolander föddes som son till domkyrkoorganisten Carl Johan Bolander och dennes hustru Maria, ogift  Östling. Han var gift två gånger, först 1927–1932 med Vera Silfverstolpe (1907–1988) och sedan från  1933 med Bengta Ridderstedt (1913–1992). Han är gravsatt tillsammans med sin hustru Bengta på Norra kyrkogården i Lund. 

### Poesi
- 1933 – Under öppnad himmel
- 1934 – I stenbrottet
- 1936 – Psalm och svärd
- 1939 – Stormen och trädet
- 1943 –  En enda fast punkt
- 1948 – Svaret
- 1952 – Valda dikter
- 1953 – Tom hand
- 1958 – Kyrkstöt
- 1960 – En dag av nåd
- 1964 – Nya valda dikter

### Psalmer
- Herren gav och Herren tog Den svenska psalmboken 1937, nummer 381, 1986, nummer 562
- Tätt intill korset äro alla trygga
- De lånte en krybbe å legge ham i, Norsk salmebok 1984, nummer 131 (norsk översättning)
- Takk Gud at også jeg får gå og kjenne arbeidsgleden, Norsk salmebok 1984, nummer 754 (norsk översättning)